# Magliano de' Marsi
Pour les articles homonymes, voir Magliano.
Magliano de' Marsi est une commune de la province de L'Aquila dans les Abruzzes en Italie.

## Histoire
En 2005, une délégation du ministère de la culture italienne associée à un groupe d'archéologues macédoniens y retrouva le tombeau du dernier roi macédonien de la dynastie des Antigonides, Persée de Macédoine, qui mourut là prisonnier des Romains.

## Culture
- Église Santa Maria in Valle Porclaneta

## Administration
| Période                                  | Période  | Identité            | Étiquette | Qualité |
| ---------------------------------------- | -------- | ------------------- | --------- | ------- |
| 14 juin 2004                             | En cours | Gianfranco Iacoboni |           |         |
| Les données manquantes sont à compléter. |          |                     |           |         |

### Hameaux
Marano, Rosciolo 

### Communes limitrophes
Borgorose (RI), L'Aquila, Massa d'Albe, Rocca di Mezzo, Sante Marie, Scurcola Marsicana, Tagliacozzo